# مسجد الشيخ جواد الصادق
مسجد الشيخ جواد الصادق أو حسينية الملا محمود هو مسجد وحسينية يقع في مدينة تلعفر، العراق، مجاور لمرقد الإمام سعد بن عقيل، سمي المسجد على اسم الإمام التاسع من الأئمة الاثنا عشر للشيعة (محمد الجواد) وعلى اسم الشيخ محمود البرزنجي، توجد مقبرة صغيرة خلف المسجد.

## الأحداث
- 2008: اصيب 17 شخصا بجروح أثناء مهاجمة انتحاريين المسجد بعد صلاة الجمعة في 15 فبراير.[1][2]
- 2014: هُدم المسجد بالمتفجرات من قبل داعش، عندما تم تفجير المئذنة مما أدى إلى تدمير المسجد.[3]